# 청양궁

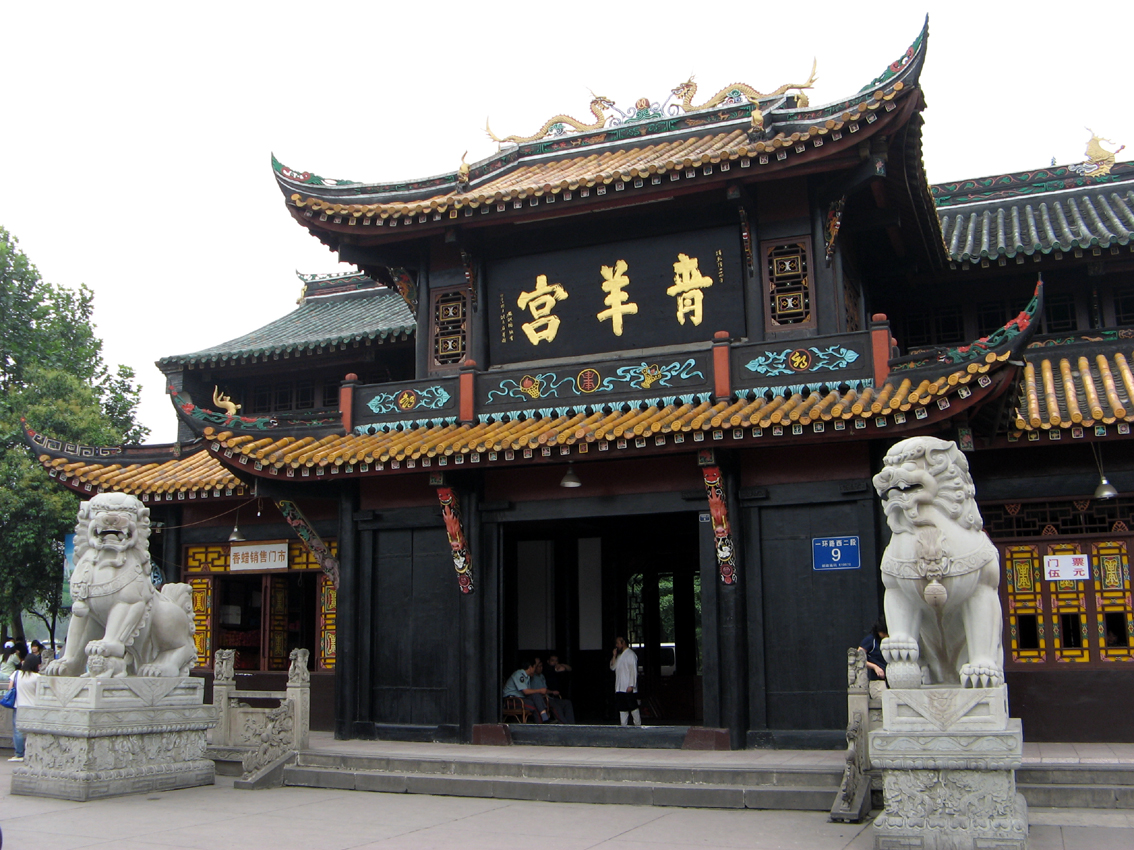
청양궁

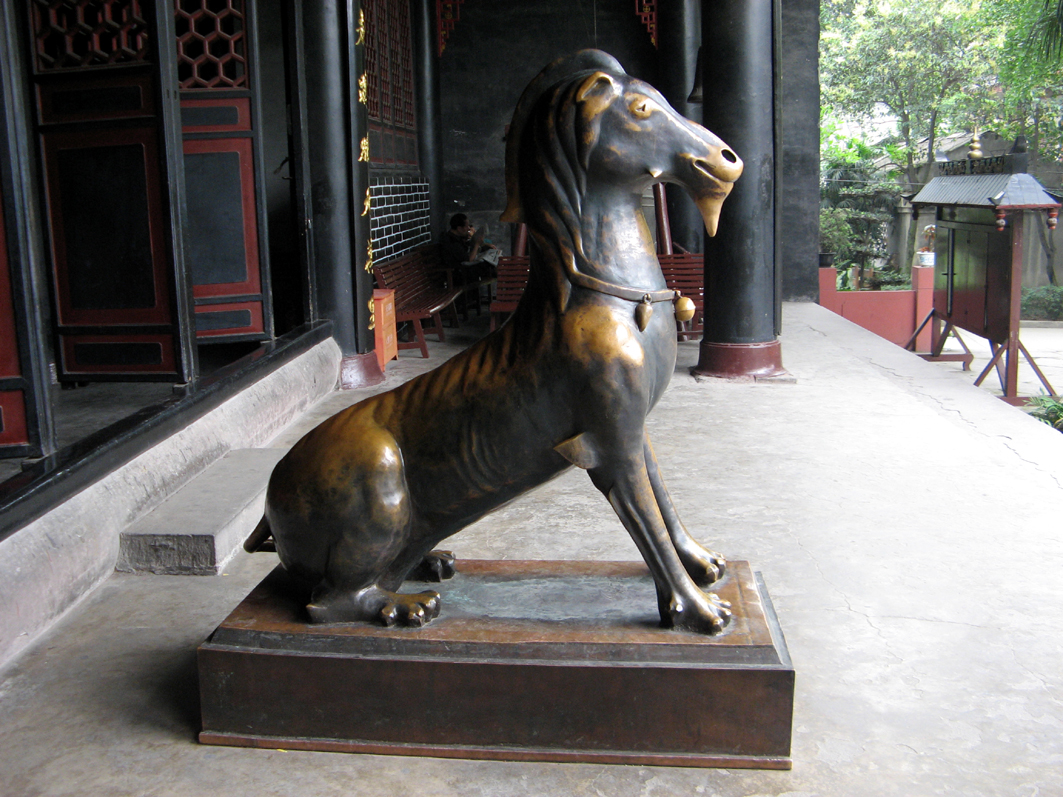
청양궁 삼청전 앞에 설치된 1개의 뿔이 달린 양 조각상

청양궁(중국어: 青羊宫, 병음: Qīngyánggōng 칭양궁[*])은 중국 쓰촨성 청두시에 위치한 도교 사원이다. 금강(錦江) 유역에 위치하며 "쓰촨성 제1의 도관", "시난 지방 제1의 밀림"이라는 별칭으로 불릴 정도로 청두시의 대표적인 관광 명소로 여겨지고 있다. 노자가 자신의 제자인 윤희가 《도덕경》을 가르친 곳으로 알려져 있다. 청두시 칭양구(靑羊區)는 여기서 유래된 이름이다.
청양궁에 위치한 건물로는 산문(山門)·혼원전(混元殿)·팔괘정(八掛亭)·삼청전(三淸殿)·두모전(斗姆殿)·옥황전(玉皇殿)·당왕전(唐王殿)·영조전(靈祖殿)·자금대(紫金臺)·강생대(降生臺)·설법대(說法臺) 등이 있다. 청양궁에 소장된 문화재로는 구리 양 조각상, 《도장집요》(道藏集要) 경판, 오도현(吳道玄)이 제작한 여동빈 조각상과 장삼풍 조각상 등이 있다. 2002년 12월 27일에는 쓰촨성 문화재 보호 단위로 지정되었다.

## 역사
주나라 시대에 청양사(靑羊肆)라는 시장이 입주했는데 이는 청제(靑帝)의 부하였던 선동(仙童)이 파란 양(靑羊)으로 변신해서 이 곳에서 신령이 되었다는 데서 붙여진 이름이다. 당나라 시대에 현중관(玄中觀)이라는 건물이 창건되었고 881년(중화 원년)에는 황소의 난을 피해 쓰촨성으로 피난을 간 당 희종이 현중관을 행궁으로 삼았다. 당 희종은 장안(長安)으로 돌아온 다음에 조서를 통해 이 곳을 청양궁(靑羊宮)으로 명명했다. 오대 십국 시대에는 청양관(靑羊觀)으로 바뀌었다가 송나라 시대에 다시 청양궁으로 바뀌었다. 현재의 건물은 청나라 옹정제 시대인 1667년부터 1671년 사이에 건립된 것이다.

## 주요 건물
- 삼청전(三淸殿): 청양궁의 주전으로서 면적은 1,600m2이다. 전각에는 나무기둥 8개, 돌기둥 28개가 설치되어 있는데 나무기둥 8개는 팔선을, 돌기둥 28개는 이십팔수를 의미한다. 전각 가운데에는 도교의 삼청(三淸) 조각상이 설치되어 있는데 왼쪽에는 상청령보천존(上淸靈寶天尊), 가운데에는 옥청원시천존(玉淸元始天尊), 오른쪽에는 태청도덕천존(太淸道德天尊, 태상노군(太上老君)) 조각상이 설치되어 있다. 전각 왼쪽에는 명나라 시대에 주조한 유명종(幽冥鐘)이 설치되어 있고 오른쪽에는 큰 북이 설치되어 있다.
- 혼원전(混元殿): 태상노군(太上老君)을 의미하는 혼원조사(混元祖師), 도교의 십이금선 가운데 하나인 자항진인(慈航眞人)을 모신 건물로서 높이가 22m에 달하는 돌기둥 28개가 설치되어 있다.
- 팔괘정(八掛亭): 팔각형 모양을 띤 3층 규모의 정자로서 높이는 20m, 면적은 300m2이다. 밑받침은 정사각형, 꼭대기는 원 모양을 띠고 있다. 건물 외부에는 돌기둥 16개가 2줄씩 설치되어 있는데 돌기둥에는 노자의 화신인 태상노군(太上老君)을 의미하는 용 81마리가 새겨져 있다. 건물 안에는 태산노군 조각상이 설치되어 있고 기반에는 팔괘와 태극을 의미하는 그림이 새겨져 있다.
- 구리 양 조각상: 삼청전 앞에는 구리로 만든 양 조각상 2개가 있는데 왼쪽에는 1개의 뿔이 달린 양 조각상이 있고 오른쪽에는 2개의 뿔이 달린 양 조각상이 있다. 1개의 뿔이 달린 양 조각상은 십이지를 의미하는 동물의 신체 부위가 달린 양의 모습이 특징인데 귀는 쥐, 몸은 소, 발톱은 호랑이, 등은 토끼, 뿔은 용, 꼬리는 뱀, 부리는 말, 수염은 양, 머리는 원숭이, 눈은 닭, 배는 개, 엉덩이는 돼지의 모습을 띠고 있다. 1개의 뿔이 달린 양 조각상은 1723년(청나라 옹정 원년)에 대학사 장붕핵(張鵬翮)이 베이징시에서 구입하여 기증한 것이다. 2개의 뿔이 달린 양 조각상은 1829년(청나라 도광 원년)에 청두시에 거주하던 도교 신자인 장가(張柯)가 베이징시에서 구입하여 기증한 것이다. 구리 양 조각상의 배와 머리를 만지면 복통과 두통이 가라앉는다는 속설이 전한다.